# Éloi Pélissier
Pour les articles homonymes, voir Pellissier.

a Compétitions nationales et continentales officielles uniquement.

b Matchs officiels uniquement.
Éloi Pélissier, né le 18 juin 1991 à Perpignan, est un joueur français de rugby à XIII évoluant au poste de talonneur. Il fait ses débuts en Super League avec les Dragons Catalans à partir de 2011, il a auparavant tenté sa chance dans les équipes juniors des Wigan Warriors. Après trois saisons où il n'occupe pas une place de titulaire malgré une nomination au titre de meilleur jeune joueur de la Super League en 2011, il finit par s'y imposer lors de la saison 2014. En 2017, il signe pour les Centurions de Leigh promus en Super League. Ses performances sous le maillot des Dragons lui permettent d'être appelé en équipe de France pour disputer la Coupe du monde 2013 avec laquelle il atteint les quarts-de-finale contre l'Angleterre.

## Biographie

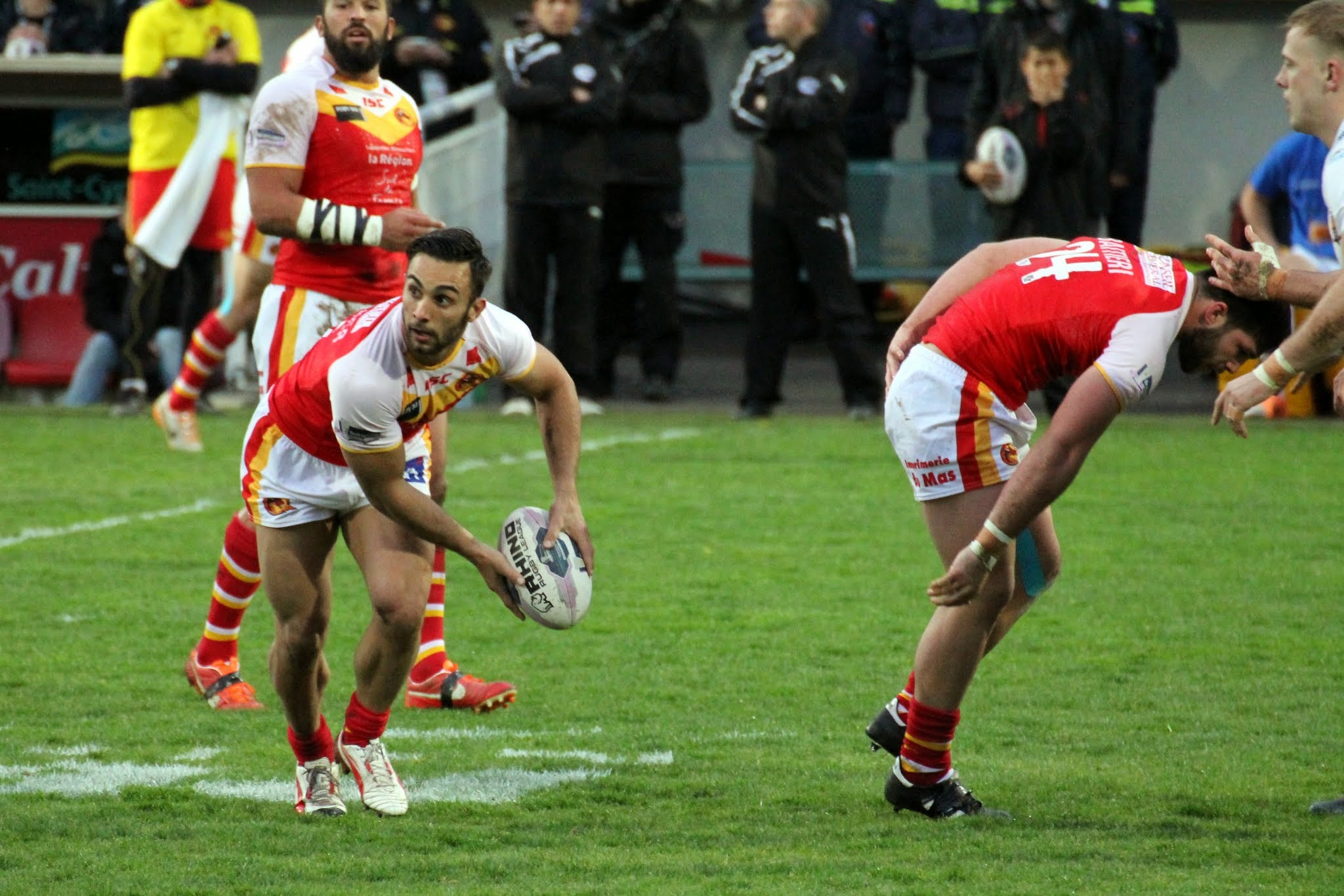
Éloi Pélissier en 2014 sous le maillot des Dragons Catalans.

Formé au sein du centre de formation des Dragons Catalans et sélectionné en équipe de France junior, Éloi Pélissier parfaire sa formation au sein des Saint-Estève XIII catalan qui évolue dans le Championnat de France. Entre-temps en 2007, il effectue un stage de deux semaines au sein des Warriors de Wigan où il y côtoie notamment Josh Charnley. Il signe son premier contrat avec les Dragons Catalans en février 2011 et fait ses débuts contre les Trinity Wildcats de Wakefield le 19 février 2011. Durant trois saisons, Éloi Pélissier n'est jamais titulaire mais entre à de nombreuses reprises sur le terrain, il dispute ainsi en Super League vingt-quatre matchs en 2011, quinze matchs en 2012 et vingt-sept matchs en 2013. Ceci est expliqué par la préférence des entraîneurs successifs, Trent Robinson en 2011 et 2012 puis Laurent Frayssinous en 2013, à Ian Henderson. Cela ne n'empêche d'être nommé meilleur jeune joueur des Dragons Catalans en 2011.
Malgré ce statut de remplaçant au sein des Dragons, il est sélectionné en équipe de France et y devient titulaire lors de la Coupe du monde 2013 au poste de talonneur, il dispute à l'occasion de cette édition trois rencontres dont le quart-de-finale contre l'Angleterre perdue 6-34. Il est alors le meilleur plaqueur de l'épreuve.
En 2014, Ian Henderson est victime d'une fracture du radius au mois de mars permettant à Pélissier de devenir enfin titulaire au poste de talonneur. Il symbolise avec Morgan Escaré l'avenir de la franchise catalane. Ses performances amènent le club à lui proposer un reconduction de contrat en pleine saison puisqu'il signe une prolongation pour deux saisons supplémentaires jusqu'en 2016, malgré des propositions d'autres clubs tel que Salford Red Devils. Le président des Dragons Catalans, Bernard Guasch, déclarant à cette occasion « Il est le porte drapeau de notre jeunesse rugbystique catalane et est un exemple pour tous les jeunes treizistes ».
Il est retenu dans la liste des vingt-quatre joueurs sélectionnés pour disputer la Coupe du monde 2017. Après avoir disputé deux rencontres, il est exclu de la sélection pour manquement grave au règlement disciplinaire d'après le président de la Fédération française Marc Palanques, en raison d'un non-respect d'un couvre-feu instauré par le sélectionneur Aurélien Cologni. Il décide par ailleurs à quitter Leigh pour revenir en France et signe à Lézignan début janvier 2018.
En 2020, il revient jouer en France et signe avec le Toulouse Olympique. Bien qu'il ait « adoré vivre à Londres » il déclare quitter les London Broncos « pour des raisons familiales ». 

## Palmarès
- Collectif : 
  - Vainqueur du Championship : 2021 (Toulouse).
  - Finaliste du Championship : 2023 et 2024 (Toulouse).

### En sélection

#### Coupe du monde
| Édition         | Rang               | Résultats France | Résultats Pélissier | Matchs Pélissier |
| --------------- | ------------------ | ---------------- | ------------------- | ---------------- |
| Angleterre 2013 | Quart-de-finaliste | 1 v, 0 n, 3 d    | 1 v, 0 n, 2 d       | 3/4              |
| Angleterre 2017 | 1er tour           | 0 v, 0 n, 3 d    | 0 v, 0 n, 2 d       | 2/3              |

Légende : v = victoire ; n = match nul ; d = défaite.

#### Détails en sélection
| -.  | 15 octobre 2011  | Angleterre B         | 18-38 | Amical         | Remplaçant | 4 | 1 | - | - |
| 1.  | 21 octobre 2011  | Angleterre           | 18-32 | Amical         | Remplaçant | 4 | 1 | - | - |
| 2.  | 29 octobre 2011  | Écosse               | 46-10 | Coupe d'Europe | Remplaçant | - | - | - | - |
| 3.  | 5 novembre 2011  | Irlande              | 34-16 | Coupe d'Europe | Remplaçant | - | - | - | - |
| 4.  | 16 juin 2012     | pays de Galles       | 28-16 | Amical         | Remplaçant | - | - | - | - |
| 5.  | 20 octobre 2012  | pays de Galles       | 20-6  | Coupe d'Europe | Remplaçant | - | - | - | - |
| 6.  | 3 novembre 2012  | Angleterre           | 6-44  | Coupe d'Europe | Remplaçant | - | - | - | - |
| 7.  | 27 octobre 2013  | Papouas.-Nlle-Guinée | 9-8   | Coupe du monde | Talonneur  | - | - | - | - |
| 8.  | 11 novembre 2013 | Samoa                | 6-22  | Coupe du monde | Talonneur  | - | - | - | - |
| 9.  | 16 novembre 2013 | Angleterre           | 6-34  | Coupe du monde | Remplaçant | - | - | - | - |
| 10. | 18 octobre 2014  | Irlande              | 12-22 | Coupe d'Europe | Talonneur  | 4 | 1 | - | - |
| 11. | 25 octobre 2014  | Pays de Galles       | 42-22 | Coupe d'Europe | Remplaçant | - | - | - | - |
| 12. | 31 octobre 2014  | Écosse               | 38-22 | Coupe d'Europe | Remplaçant | 4 | 1 | - | - |
| 13. | 22 octobre 2016  | Angleterre           | 6-36  | Amical         | Remplaçant | 4 | 1 | - | - |
| 14. | 13 octobre 2017  | Jamaïque             | 34-12 | Amical         | Remplaçant | - | - | - | - |
| 15. | 29 octobre 2017  | Liban                | 18-29 | Coupe du monde | Talonneur  | - | - | - | - |
| 16. | 3 novembre 2017  | Australie            | 6-52  | Coupe du monde | Remplaçant | - | - | - | - |
| 17. | 24 octobre 2021  | Angleterre           | 10-30 | Test-match     | Remplaçant | - | - | - | - |
| 18. | 19 juin 2022     | Pays de Galles       | 34-10 | Test-match     | Remplaçant | 4 | 1 | - | - |
| 19. | 17 octobre 2022  | Grèce                | 34-12 | Coupe du monde | Remplaçant | - | - | - | - |
| 20. | 22 octobre 2022  | Angleterre           | 18-42 | Coupe du monde | Remplaçant | 1 | 1 | - | - |
| 21. | 30 octobre 2022  | Samoa                | 4-62  | Coupe du monde | Remplaçant | - | - | - | - |
| 22. | 22 octobre 2024  | Ukraine              | 74-8  | Qualif. CM     | Remplaçant | 8 | 2 | - | - |
| 23. | 26 novembre 2024 | Pays de Galles       | 48-6  | Qualif. CM     | Remplaçant | 4 | 1 | - | - |

### Détails en club
| Saison    | Club                      | Compétition           | Matchs | Points | Essais | Buts | Drop |
| --------- | ------------------------- | --------------------- | ------ | ------ | ------ | ---- | ---- |
| 2009-2010 | Saint-Estève XIII catalan | Championnat de France | 8      | 24     | 6      | -    | -    |
| 2010-2011 | Saint-Estève XIII catalan | Championnat de France | 11     | 12     | 3      | -    | -    |
| 2011-2012 | Saint-Estève XIII catalan | Championnat de France | 1      | -      | -      | -    | -    |
| 2011      | Dragons Catalans          | Super League          | 24     | 8      | 2      | -    | -    |
| 2011      | Dragons Catalans          | Challenge Cup         | 1      | -      | -      | -    | -    |
| 2012      | Dragons Catalans          | Super League          | 15     | -      | -      | -    | -    |
| 2012      | Dragons Catalans          | Challenge Cup         | 2      | 8      | 2      | -    | -    |
| 2013      | Dragons Catalans          | Super League          | 27     | 12     | 3      | -    | -    |
| 2013      | Dragons Catalans          | Challenge Cup         | 3      | 8      | 2      | -    | -    |
| 2014      | Dragons Catalans          | Super League          | 28     | 13     | 4      | -    | 1    |
| 2014      | Dragons Catalans          | Challenge Cup         | 2      | -      | -      | -    | -    |
| 2015      | Dragons Catalans          | Super League          | 18     | 36     | 9      | -    | -    |
| 2015      | Dragons Catalans          | Challenge Cup         | -      | -      | -      | -    | -    |
| 2016      | Dragons Catalans          | Super League          | 21     | 12     | 4      | -    | -    |
| 2016      | Dragons Catalans          | Challenge Cup         | -      | -      | -      | -    | -    |
| 2017      | Leigh Centurions          | Super League          | 23     | -      | -      | -    | -    |
| 2017      | Leigh Centurions          | Challenge Cup         | 1      | -      | -      | -    | -    |
| 2018      | FC Lézignan               | Championnat de France | 13     | 13     | 3      | -    | 1    |
| 2018      | London Broncos            | Championship          | 10     | 4      | 1      | -    | -    |
| 2019      | London Broncos            | Super League          | 14     | 4      | 1      | -    | -    |
| 2020      | London Broncos            | Championship          | 3      | -      | -      | -    | -    |
| 2021      | Toulouse olympique XIII   | Championship          | 14     | 40     | 10     | -    | -    |
| 2022      | Toulouse olympique XIII   | Super League          | 19     | 13     | 3      | -    | 1    |